# New Zealand American Football Federation
New Zealand American Football Federation Incorporated (NZAFF) ist der Dachverband für American Football in Neuseeland. Zusammen mit Tonga, Australien und Amerikanisch-Samoa bilden sie die IFAF Oceania, ein Kontinentalverband der International Federation of American Football (IFAF).

## Geschichte
Obwohl American Football in Neuseeland bereits seit den 1980ern gespielt wird, wurde der Dachverband erst 2008 gegründet. Am 3. April 2009 wurde der NZAFF von der Regierungsorganisation Sport New Zealand anerkannt und 2011 als Nationaler Sportverband akzeptiert. Am 16. April 2010 wurde der Verband als Corporation eingetragen.

## Struktur
Der Dachverband besteht derzeit aus drei Regionalverbänden: American Football Auckland (AFA), American Football Wellington (AFW) und American Football Canterbury (AFC). Ein vierter Regionalverband, American Football Central Plateau (AFCP), bemüht sich derzeit um derzeit um Anerkennung.

## Nationalmannschaften
Als Mitglied der IFAF darf der Dachverband Nationalmannschaften für Erwachsene und U19, für Männer und Frauen und für American Football und Flag Football stellen. Eine Neuseeländische American-Football-Nationalmannschaft gibt es derzeit nur für erwachsene Männer im Flag und Tackle Football und für U19-Männer im Tackle Football. Die Nationalmannschaften tragen den Spitznamen „Steelblacks“.